# بوب ويلسون
بوب ويلسون (بالإنجليزية: Bob Wilson)‏ (30 أكتوبر 1941 تشيسترفيلد المملكة المتحدة - ) هو لاعب كرة قدم بريطاني يلعب كحارس مرمى.

## روابط خارجية
- بوب ويلسون على موقع قاعدة بيانات كرة القدم.إي يو (الإنجليزية)
- بوب ويلسون على موقع ناشيونال فوتبول تيمز (الإنجليزية)